# Ramgarhia
Ramgarhia est à l'origine un nom porté par une brigade armée du sikhisme, un misl, qui le prit de Ramgarth, un fort de Amritsar, en Inde. C'était au XIXe siècle, sous l'égide de Nand Singh et de Jassa Singh; une armée se constituait afin de protéger le peuple sikh; les troupes venaient alors de castes diverses. Depuis on parle de communauté ramgarhia, communauté qui a réunis plusieurs castes et qui été encouragée au XIXe siècle par les Britanniques à peupler l'Afrique de l'Est. Les Ramgarhias ont des liens avec l'ethnie des Tarkans qui se trouvaient en Inde du Nord au Moyen Âge. La caste des Jats est aussi liée aux Ramgarhias. Aujourd'hui des Ramgarhias se trouvent en Grande-Bretagne comme en Amérique du Nord.